# Pierrick Sorin
Pour les articles homonymes, voir Sorin.
 (juillet 2024).
- Si vous ne connaissez pas le sujet, laissez ce bandeau (vous pouvez alors contacter les auteurs).
- Si vous supprimez le contenu mis en cause (vous pouvez préalablement contacter les auteurs),

argumentez précisément cette suppression dans la page de discussion
(un manque de référence n'est pas un argument ; une recherche réelle de référence doit avoir été effectuée, être formellement documentée).
 (juillet 2024).
Si vous disposez d'ouvrages ou d'articles de référence ou si vous connaissez des sites web de qualité traitant du thème abordé ici, merci de compléter l'article en donnant les références utiles à sa vérifiabilité et en les liant à la section « Notes et références ».
 (juillet 2024).
La mise en forme du texte ne suit pas les recommandations de Wikipédia : il faut le « wikifier ».
Les points d'amélioration suivants sont les cas les plus fréquents. Le détail des points à revoir est peut-être précisé sur la page de discussion.
- Les titres sont pré-formatés par le logiciel. Ils ne sont ni en capitales, ni en gras.
- Le texte ne doit pas être écrit en capitales (les noms de famille non plus), ni en gras, ni en italique, ni en « petit »…
- Le gras n'est utilisé que pour surligner le titre de l'article dans l'introduction, une seule fois.
- L'italique est rarement utilisé : mots en langue étrangère, titres d'œuvres, noms de bateaux, etc.
- Les citations ne sont pas en italique mais en corps de texte normal. Elles sont entourées par des guillemets français : « et ».
- Les listes à puces sont à éviter, des paragraphes rédigés étant largement préférés. Les tableaux sont à réserver à la présentation de données structurées (résultats, etc.).
- Les appels de note de bas de page (petits chiffres en exposant, introduits par l'outil «  Source ») sont à placer entre la fin de phrase et le point final[comme ça].
- Les liens internes (vers d'autres articles de Wikipédia) sont à choisir avec parcimonie. Créez des liens vers des articles approfondissant le sujet. Les termes génériques sans rapport avec le sujet sont à éviter, ainsi que les répétitions de liens vers un même terme.
- Les liens externes sont à placer uniquement dans une section « Liens externes », à la fin de l'article. Ces liens sont à choisir avec parcimonie suivant les règles définies. Si un lien sert de source à l'article, son insertion dans le texte est à faire par les notes de bas de page.
- La présentation des références doit suivre les conventions bibliographiques. Il est recommandé d'utiliser les modèles {{Ouvrage}}, {{Chapitre}}, {{Article}}, {{Lien web}} et/ou {{Bibliographie}}. Le mode d'édition visuel peut mettre en forme automatiquement les références.
- Insérer une infobox (cadre d'informations à droite) n'est pas obligatoire pour parachever la mise en page.

Pour une aide détaillée, merci de consulter Aide:Wikification.
Si vous pensez que ces points ont été résolus, vous pouvez retirer ce bandeau et améliorer la mise en forme d'un autre article.
Pierrick Sorin, né le 11 juillet 1960  à Nantes, est un artiste vidéaste, metteur en scène et scénographe français.

## Biographie
Pierrick Sorin entre à l'École des Beaux-Arts de Nantes en 1983 puis y obtient en 1988 le Diplôme national supérieur d'expression plastique. 
Il est adepte de l’auto filmage et aussi des personnages de fiction incarnés par sa propre personne. On retrouve dans ses films tous les ingrédients classiques du divertissement : le déguisement, le comique de répétition et le gag de music-hall, ce qui les rend d’autant plus familiers et accessibles pour le spectateur. Néanmoins, il faut aussi y voir de l’ironie et de la dérision, qui visent à interroger tantôt le fonctionnement de l’être humain, tantôt l’art et le travail des artistes. Il collabore également dans des domaines variés, tels la scénographie et la conception visuelle d'œuvres classiques.[Interprétation personnelle ?]
Il crée des installations vidéo appelées théâtres optiques, qui reprennent le principe du praxinoscope-théâtre d'Émile Reynaud dans lequel on voit le personnage s'animer à l'intérieur d'un décor fixe par un jeu de reflet sur une plaque de verre inclinée.
En 2001, la Fondation Cartier pour l'art contemporain organise sa première rétrospective importante. Le Lieu Unique de Nantes organise à son tour en 2010 une exposition rétrospective intitulée Rétrospective/Prospective. En 2024, le Musée d'arts de Nantes organise une rétrospective des œuvres de l'artiste lors d'une exposition nommée Faire bonne(s) figure(s).
À partir de 2006, il met en scène et scénographie plusieurs spectacles, des opéras en particulier : La Pietra del Paragone de Rossini, La Flûte Enchantée de Mozart, La Belle Hélène d'Offenbach…

## Principales œuvres

### Les réveils, 1988
Pendant deux mois, Pierrick Sorin se filme à chaque réveil. Il déclare sans cesse qu’il est fatigué et se promet à chaque fois de se coucher plus tôt, mais on le retrouve toujours aussi fatigué le lendemain. À travers ce film, il témoigne d'une sorte d’échec quotidien que la plupart des gens sont susceptibles  d'expérimenter dans leur vie.[Interprétation personnelle ?]

### Vacance, 1991
Installation in situ. Zoo galerie et appartement contigu de l’artiste, Nantes, France.
La galerie est vide, mais, par un judas optique placé dans une cloison, on peut regarder chez l’artiste. Il a laissé une bande vidéo tourner sur un téléviseur : on apprend qu’il est en vacances jusqu’à la fin de l’exposition.

### Pierrick et Jean-Loup(série), 1994
- Un samedi avec Jean-Loup (2 min).
- Jean-Loup et les jeux vidéo (2 min).
- Pierrick et Jean-loup font de la musique (2 min).
- Pierrick et jean-Loup font du foot (2 min 30 s).

Cette série de quatre auto filmages a été produite pour l’émission de Bernard Rapp sur FR3 My télé is rich en 1993. Pierrick Sorin y met en scène les aventures banales de deux frères jumeaux, joués par lui-même. Les deux garçons, en proie à l’ennui, se livrent à des activités où se mêlent la bêtise, la créativité et l’agressivité. Cette série d’auto filmages interroge à la fois l’image de la télévision et l’art.

### Nantes projets d’artistes, 2001
Pierrick Sorin se met lui-même en scène pour incarner plusieurs artistes européens aux projets tous plus loufoques les uns que les autres. Il y questionne donc la légitimité des artistes, dénonce leur posture et d’une façon plus générale il déconstruit leur travail au cours des quarante dernières années : photo, peinture, danse, sculpture, musique, cinéma, vidéo…[Interprétation personnelle ?]

### C'était bien du coulis de tomate, 2005
Court-métrage, 24 minutes. Film réalisé pour accompagner un grand spectacle de rue de la compagnie Royal de Luxe. Une histoire d'éléphant qui voyage dans le temps… ou comment la supercherie et l'illusion peuvent intéresser le pouvoir politique.[Interprétation personnelle ?]

## Biographie sélective

### 1960
- Naissance à Nantes

### 1979-1982
- École Normale d'Angers – diplôme d'enseignement du premier degré

### 1983-1988
- École des Beaux-Arts de Nantes – DNSEP

### 1987
- Premiers autofilmages en cinéma Super 8 (Les Réveils, Oui, mais j'ai envie...)

### 1989
- Première exposition personnelle : La belle peinture est derrière nous, installation vidéo participative – Zoo galerie – Nantes

### 1991
- Coréalisation de Taupes en cales pour le magazine Thalassa, France 3
- correspondant-reporter pour France 3 Pays de la Loire

### 1992
- première exposition collective – musée d'Art moderne de la Ville de Paris
- exposition personnelle – galerie Rabouan-Moussion, Paris

### 1993
- exposition collective – Biennale de Venise – galerie Barbara Gladstone, New York

### 1994
- création d'une courte série humoristique, Pierrick et Jean-Loup, France télévision
- expositions personnelles : 
  - La bataille des tartes –  Fondation Cartier pour l'art contemporain, Paris
  - CAPC, musée d'Art contemporain, Bordeaux
  - musée des Beaux-Arts, Nantes

- expositions collectives : Lincoln Center, New York – musée national d'Art contemporain de Séoul

### 1995
- création des premiers théâtres optiques
- exposition collective : musée d'art contemporain, Montréal
- expositions personnelles : 
  - Espace croisé, Lille
  - musée d'art contemporain de Lyon
  - Fine arts museum, Taipei
- réalisation du clip Un après-midi à Paris, Philippe Katerine

### 1996
- expositions personnelles : 
  - Shiseido gallery, Tokyo
  - Kunsthaus, Zurich

### 1997
- exposition collective : centre national d'art et de culture Georges-Pompidou, Paris
- acteur principal dans Les bruits de la ville, long-métrage de Sophie Comtet

### 1998
- représentation officielle de la France à la biennale de São Paulo
- exposition collective : Metropolitan museum of photography, Tokyo

### 1999
- exposition personnelle : musée national centre d'art Reina Sophia, Madrid
- expositions collectives :
  - Tate gallery, Londres
  - National portrait gallery, Londres
  - création de six théâtres optiques pour le cabaret technologique itinérant Zulu Time de Robert Lepage, Québec, Paris, New York...
  - réalisation du clip Le chien mouillé, Christophe Miossec

### 2000
- exposition personnelle : galerie Rabouan-Moussion, Paris
- exposition collective : centre national d'art et de culture Georges-Pompidou

### 2001
- expositions personnelles:
  - Pierrick Sorin, 261 Bd Raspail, Fondation Cartier pour l'art contemporain
- Nantes, projets d'artistes, musée des Beaux-Arts, Nantes

### 2002
- création de quatre théâtres optiques pour les vitrines des Galeries Lafayette Haussmann, Paris
- création en collaboration avec Jean-Paul Goude : Les cinq éléments, théâtres optiques pour la maison Chanel, Paris
- exposition personnelle : Fondation La Caixa, Barcelone

### 2003
- expositions personnelles :
  - Recalde 30, Bilbao
  - fondation La Caixa, Palma de Majorque

### 2004
- création d'une installation vidéo pour le Forum universel des cultures, Barcelone
- création de quatre théâtres optiques pour l'Atelier Renault, Paris

### 2005
- création du court-métrage C'était bien du coulis de tomate, pour un spectacle itinérant de la compagnie Royal de Luxe, Nantes, Londres, Anvers
- exposition personnelle : musée d'Art ancien et contemporain, Épinal

### 2006
- première mise en scène et scénographie d'opéra : La pietra del Paragone de Rossini, théâtre royal de Parme et théâtre du Châtelet
- exposition collective : Zendaï MoMa, Shanghaï

### 2007
- exposition personnelle : La maison de l'artiste, Moscou
- exposition collective : Berliner Festspiele, Martin Gropius Bau, Berlin
- création d'un dispositif vidéo interactif pour la station de métro Trois-Cocu, Toulouse

### 2008
- exposition personnelle : centre national d'art contemporain, Nijni Novgorod

### 2009
- mise en scène et scénographie de Pastorale, opéra contemporain de Gérard Pesson, théâtre du Châtelet, Paris
- scénographie vidéo du Love tour, série de concerts de la chanteuse Anaïs
- expositions personnelles :
  - théâtre national de Toulouse
  - musée des Beaux-Arts de Nantes
  - maison des arts et de la culture de Créteil

### 2010
- création de la pièce de théâtre 22h13, théâtre du Rond-Point, Paris et TNT, Toulouse
- mise en scène : Shake and be Undiz, spectacle de mode pour Undiz-Etam
- expositions personnelles :
  - Le lieu unique, Nantes
  - galerie Aeroplastics, Bruxelles

### 2011
- expositions personnelles :
  - Musée d'art moderne de Buenos Aires
  - Fonderie Darling, Montréal
  - Le Centquatre, Paris
  - galerie Albert-Benamou, Paris

- direction artistique et création de plusieurs œuvres originales pour l'exposition Des jouets et des hommes, Grand Palais, Paris
- collaboration à la scénographie de l'opéra Turandot de Puccini, Scala de Milan
- création d'un dispositif vidéo interactif pour l'exposition permanente Des transports et des hommes, Cité des sciences et de l'industrie, Paris

### 2012
- mise en scène et scénographie de Pop'pea (version rock du Couronnement de Poppée de Monteverdi), théâtre du Châtelet, Paris
- exposition personnelle : centre régional d'Art contemporain, Sète

### 2013
- mise en scène et scénographie de La Flûte enchantée de Mozart, opéra de Lyon
- exposition personnelle : La Criée, scène nationale, Marseille
- création de trois théâtres optiques pour le musée international de la Croix-Rouge, Genève

### 2014
- exposition personnelle : galerie Pièce unique, Paris
- création d'un film 3D relief pour l'exposition itinérante Hennessy 250 (groupe LVMH), New York, Moscou, Johannesbourg

### 2015
- mise en scène et scénographie de La Belle Hélène d'Offenbach
- exposition personnelle : Amy Li gallery, Pékin
- création des premiers théâtres optiques miniatures

### 2016
- création collective d'un dispositif holographique avec personnages à échelle humaine, château du Clos-Lucé, parc Leonardo da Vinci, Amboise
- mise en scène et scénographie : La Pietra del Paragone, théâtre lyrique de Cagliari

### 2017
- The Lace Review : création d'un dispositif holographique avec personnages à échelle humaine, musée d'art contemporain, Shanghaï
- exposition personnelle : Art box museum, Shenzhen
- expositions collectives :
  - festival Images, Vevey
  - Maison de l'Amérique latine, Paris
  - galerie W., Paris

### 2019
- création de huit théâtres optiques pour Le voyage à Nantes, Nantes
- expositions collectives :
  - galerie W, Paris
  - fondation Fotostiftung Schweiz, Zurich
  - Grande vitesse ferroviaire, Cité des sciences et de l'industrie, Paris

### 2020
- mise en scène et scénographie de Palla de' Mozzi de Marinuzzi, théâtre lyrique de Cagliari

## Décorations
Officier de l'ordre des Arts et des Lettres (arrêté du 16 janvier 2014)

## Documentation

### Documentaires
- 1999 : À travers mon petit trou, VHS PAL, Durée 70 min 27 petits films ou constats d'installation des premiers autofilmages aux installations réalisées en 1999. Avec les commentaires de l'artiste.
- 2001 : Pierrick Sorin 261 Bd Raspail Paris XIV, Texte : Robert Storr, 2001, VHS PAL, durée : 26 min. Éditions Fondation Cartier. Présentation de l'exposition réalisée par Pierrick Sorin en 2001 à la fondation Cartier à Paris sous forme d'une fausse interview largement illustrée d'extraits d'œuvres.
- 2010 : Des jouets un Sorin de Samuel Doux Web documentaire autour de Pierrick Sorin, réalisé pour l'exposition « Des jouets et des hommes » au Grand Palais (Paris)[2]